# David Lee Roth
David Lee Roth, född 10 oktober 1954 i Bloomington i Indiana (men huvudsakligen uppväxt i Los Angeles-området i Kalifornien), är en amerikansk musiker och sångare, mest känd som frontman i Van Halen mellan 1974 och 1985. Han går även under smeknamnet "Diamond Dave".
Roth blev inspirerad av 1960-talets rock- och popmusiker som Black Oak Arkansas, Little Richard, Ray Charles, Beach Boys, Jimi Hendrix, Rolling Stones och The Kinks. Van Halens självbetitlade debutplatta släpptes 1978 och bandet fick stora hits med bl.a. "Ain't Talkin' Bout' Love" och "Runnin' With The Devil", låtar som präglades av Roths säregna humoristiska sångstil. Bandet byggde upp en stor skara fans och fick en världshit med låten "Jump" 1984 som gjorde gruppen till stjärnor på båda sidor Atlanten. 
1985 efter turnén med skivan "1984" hoppade Roth av Van Halen och ersattes då av Sammy Hagar.
Med sitt soloband innehållandes bland andra gitarristen Steve Vai (Whitesnake, Frank Zappa) och basisten Billy Sheehan släppte han en rad skivor som sålde platina i USA: Crazy From The Heat från 1985 (med enbart 4 låtar, alla covers), Eat 'Em and Smile från 1986, Skyscraper från 1988 och A Little Ain't Enough från 1991 som certifierades på guldnivå. Efter 3 års tystnad släppte Roth 1994 sin femte soloskiva "Your Filthy Little Mouth" som sålde sämre än de tidigare albumen. 1997 släppte Roth en samlingsskiva kallad "The Best", med en ny låt, "Don't Piss Me Off", och året efter en självbiografi med titeln "Crazy from the Heat" och nya albumet "DLR Band". 1999 uppträdde Roth på rockfestivaler i Europa, bland annat Sweden Rock Festival i Blekinge. Roths karriär stannade av allt mer och in på 2000-talet hade Roths stjärna dalat betydligt i jämförelse med guldåren på 80-talet. I mitten av 2000-talet gick Roth ut med nyheten att han (tillfälligt) hade lämnat musikkarriären och arbetade som sjukvårdare i New York.
Roth är känd som en karismatisk frontman med en scennärvaro som bland annat kännetecknas av diverse akrobatik såsom höga sparkar och glidflygningar över scenen, saker som kompenserade för hans något begränsade sångröst.
Han fick på 80-talet epitetet "Las vegas på två ben" för sin exhibitionistiska och extroverta stil.
Musiker som Steve Vai, Jason Becker och Billy Sheehan är några av de musiker som spelat i Roths band.
2003 gjorde Roth och Sammy Hagar en gemensam turné under namnet "Sam & Dave" där de framförde låtar ifrån sin tid i Van Halen.
2007 återförenades Roth än en gång med Van Halen och fortsatte med bandet tills det la ner på grund av Eddie Van Halens död i oktober 2020.
2021 turnerade Roth i USA som förband åt Kiss och meddelade att solospelningarna i Las Vegas runt nyår 2022 skulle bli hans sista i karriären. Spelningarna ställdes dock in med kort varsel då bandmedlemmar insjuknade i Covid-19.

## Van Halen-åren
1978 släppte Van Halen sin debutskiva, Van Halen, som blev en milstolpe där nya grepp inom såväl spelsätt som produktion gjorde den till en klassiker. Roths scennärvaro samt gitarristen Eddie Van Halen bidrog stort till Van Halens popularitet.
Under åren 1979 till 1984 släppte Van Halen ytterligare 5 skivor med Roth som sångare: Van Halen 2, Women And Children First, Fair Warning, Diver Down och 1984. Alla albumen certifierades minst platina i USA och debuten samt 1984 uppnådde Diamond certifiering för 10 miljoner sålda exemplar vardera. 
1985 slutade Roth i bandet och påbörjade en solokarriär.
1996 återförenades Roth med Van Halen för att spela in två låtar till samlingsplattan "Best Of - Volume 1" men fick dock sparken kort efteråt efter ett utspel mot Eddie Van Halen på en gala där bandet skulle dela ut ett pris.
Den 27 september 2007 återförenades Van Halen och åkte med Roth som frontman på en omfattande USA-turné. 
2012 gav Van Halen ut albumet A Different Kind of Truth, det första nya studiomaterialet med Roth sedan 1984, och åkte ut på turné. 
2015 kom livealbumet Tokyo Dome Live in Concert och Van Halen åkte ut på vad som blev bandets sista turné. 

## Diskografi (urval)

### Studioalbum som soloartist
- 1985 – Crazy from the Heat
- 1986 – Eat 'Em and Smile
- 1988 – Skyscraper
- 1991 – A Little Ain't Enough
- 1994 – Your Filthy Little Mouth
- 1998 – DLR Band
- 2003 – Diamond Dave
- 2006 – Strummin' with the Devil: The Southern Side of Van Halen

### Studioalbum med Van Halen
- 1978 – Van Halen
- 1979 – Van Halen II
- 1980 – Women and Children First
- 1981 – Fair Warning
- 1982 – Diver Down
- 1984 – 1984
- 1996 – Best of Volume I
- 2012 – A Different Kind of Truth